# Begonia epipsila
Begonia epipsila es una especie de planta perenne perteneciente a la familia Begoniaceae. Es originaria de Sudamérica.

## Distribución
Se encuentra en Brasil en la Mata Atlántica en Río de Janeiro.

## Taxonomía
Begonia epipsila fue descrita por Alexander Curt Brade y publicado en Archivos do Jardim Botânico do Rio de Janeiro 8: 227, pl. 1. 1948.